# 富山県道299号下田子島尾線
富山県道299号下田子島尾線（とやまけんどう299ごう しもたこしまおせん）は、富山県氷見市内を通る一般県道（富山県道）である。

## 概要
- 起点：富山県氷見市下田子169[1]（＝富山県道373号薮田下田子線交点）[2]
- 終点：富山県氷見市島尾1341[1]（＝富山県道297号島尾停車場線交点）

## 歴史
- 1960年（昭和35年）4月23日：路線認定[1]。

## 接続道路
- 富山県道373号薮田下田子線（氷見市下田子：起点）
- 国道415号（氷見市島尾・島尾交差点）
- 富山県道297号島尾停車場線（氷見市島尾：終点）

## 通過する自治体
- 富山県
  - 氷見市

## 周辺
- 氷見市立宮田小学校